# هکتور مارتینز (بازیکن فوتبال، زاده ۱۹۹۵)
هکتور مارتینز (انگلیسی: Héctor Martínez؛ زادهٔ ۱ ژانویهٔ ۱۹۹۵) بازیکن فوتبال اهل اسپانیا است.